# Чемпіонат Франції з тенісу 1905
Чемпіонат Франції з тенісу 1905 — 15-й розіграш Відкритого чемпіонату Франції. Переможцем серед чоловіків в одиночному розряді став Моріс Жермо, а в парному титул здобули Макс Декюжі та Ж. Ворт. Кейт Жиллу захистила торішній титул серед жінок. У міксті чемпіонами стали Макс Декюжі та І. де Пфуфель

## Дорослі

### Чоловіки, одиночний розряд
Моріс Жермо переміг у фіналі  Андре Вашеро

### Жінки, одиночний розряд
Кейт Жиллу перемогла у фіналі  І. де Пфуфель 6-0, 11-9

### Чоловіки, парний розряд
Макс Декюжі /  Ж. Ворт

### Змішаний парний розряд
І. де Пфуфель /  Макс Декюжі